# Rhantus bacchusi
Rhantus bacchusi är en skalbaggsart som beskrevs av Michael Balke 2001. Rhantus bacchusi ingår i släktet Rhantus och familjen dykare. Inga underarter finns listade i Catalogue of Life.